# Hilly Kristal
Pour les articles homonymes, voir Kristal.
Hilly Kristal, né Hillel Kristal, né le 23 septembre 1931 à New York et mort le 28 août 2007 à New York, est un musicien américain, propriétaire du célèbre CBGB, club new-yorkais ouvert en 1973 puis fermé en 2006 à la suite d’une dispute à propos du loyer.

## Biographie

### Premières années
Kristal naît à New York en 1931, mais alors qu’il encore enfant sa famille déménage à Hightstown dans le New Jersey. Il commence à étudier la musique très tôt et finit par rejoindre la Settlement Music School à Philadelphie. Il a également fait partie des Marines pendant un temps.

### Début dans la musique
Il retourne à New York où il travaille comme chanteur, apparaissant dans la chorale masculine du Radio City Music Hall. Il deviendra plus tard le manager du Village Vanguard, un club de jazz de Greenwich Village, où il réussira à faire venir jouer Miles Davis et d’autres musiciens.
Il se marie en 1952 et aura deux enfants : Lisa Kristal Burgman et Mark Dana Kristal.
En 1966, il fonde avec Ron Delsener le festival de musique de Central Park, sponsorisé par la marque de bière Rheingold beer. En 1968, Delsener avait changé de sponsor, choisit la bière Schaefer et Kristal ne faisait plus partie du projet. Le festival eu lieu chaque année à Central Park jusqu’à 1976, et des célébrités de tout genres musicaux s’y produisirent, notamment: The Who, Miles Davis, Chuck Berry, Bob Marley, B.B. King, Led Zeppelin, The Beach Boys, Frank Zappa, Ray Charles, Patti LaBelle, Ike & Tina Turner, Fleetwood Mac, The Allman Brothers, Slade, Kris Kristofferson, Curtis Mayfield, Bruce Springsteen, Aerosmith et The Doors.

### Le CBGB
En 1970, Kristal ouvre un bar sur Bowery à Manhattan, appelé « Hilly’s on the Bowery », qui fermera quelques années plus tard. Puis en décembre 1973, il crée le « CBGB and OMFUG », le nom du club désigne le style de musique qui devait s’y jouer (« Country, BlueGrass, Blues and Other Music For Uplifting Gormandizers », soit en français « Country, Bluegrass, Blues et autres musiques pour les gourmandiseurs raffinés »). Le CBGB, comme on a fini par l’appeler, est devenu célèbre pour avoir lancé la carrière d’artistes punk rock et de la new wave, parmi lesquels on dénombre The Ramones, Talking Heads, Patti Smith, Television et Blondie.
Le CBGB a accueilli beaucoup de célèbres musiciens au fil des années et est resté très populaire jusqu’à sa fermeture en 2006, causée par un désaccord avec le propriétaire, qui a choisi de ne pas renouveler le bail. Très peu de temps après la fermeture, Kristal avait envisagé de déménager le club à Las Vegas.

### Décès
Le 28 août 2007, il meurt d’un cancer du poumon, à l’âge de 75 ans.